# 拉納根 (密蘇里州)
拉納根（英語：Lanagan）是位於美國密蘇里州麥克唐納縣的城市。

## 人口
根據2020年美國人口普查的數據，拉納根的面積為2.44平方千米，皆為陸地。當地共有人口373人，而人口密度為每平方千米153人。